# Rhythm Activism
Rhythm Activism – kanadyjski zespół/kabaret grający rocka. 
Zespół wydawał często płyty, które były komentarzem wydarzeń politycznych takich jak powstania zapatystów czy kryzysu z Oka. Większość płyt zespół wydawał poprzez własną wytwórnię Les Pages Noires (Czarne Strony), lecz album Jesus Was Gay ("Jezus był gejem") wydała wytwórnia G7 Welcoming Committee.

## Dyskografia
- Rhythm Activism (1986)
- Rhythm Activism Live (1987)
- Resist Much, Obey Little (1987)
- Louis Riel in China (1988)
- Un logement pour une chanson (1990)
- Fight the Hike! (1990)
- Perogies, Pasta and Liberty (1990)
- Oka (1990)
- War is the Health of the State (1991)
- Oka II (1992)
- Tumbleweed (1993)
- Blood & Mud (1994)
- More Kick! (1995)
- Buffalo, Burgers & Beer (1995)
- Jesus Was Gay (1998)